# Ripascimento

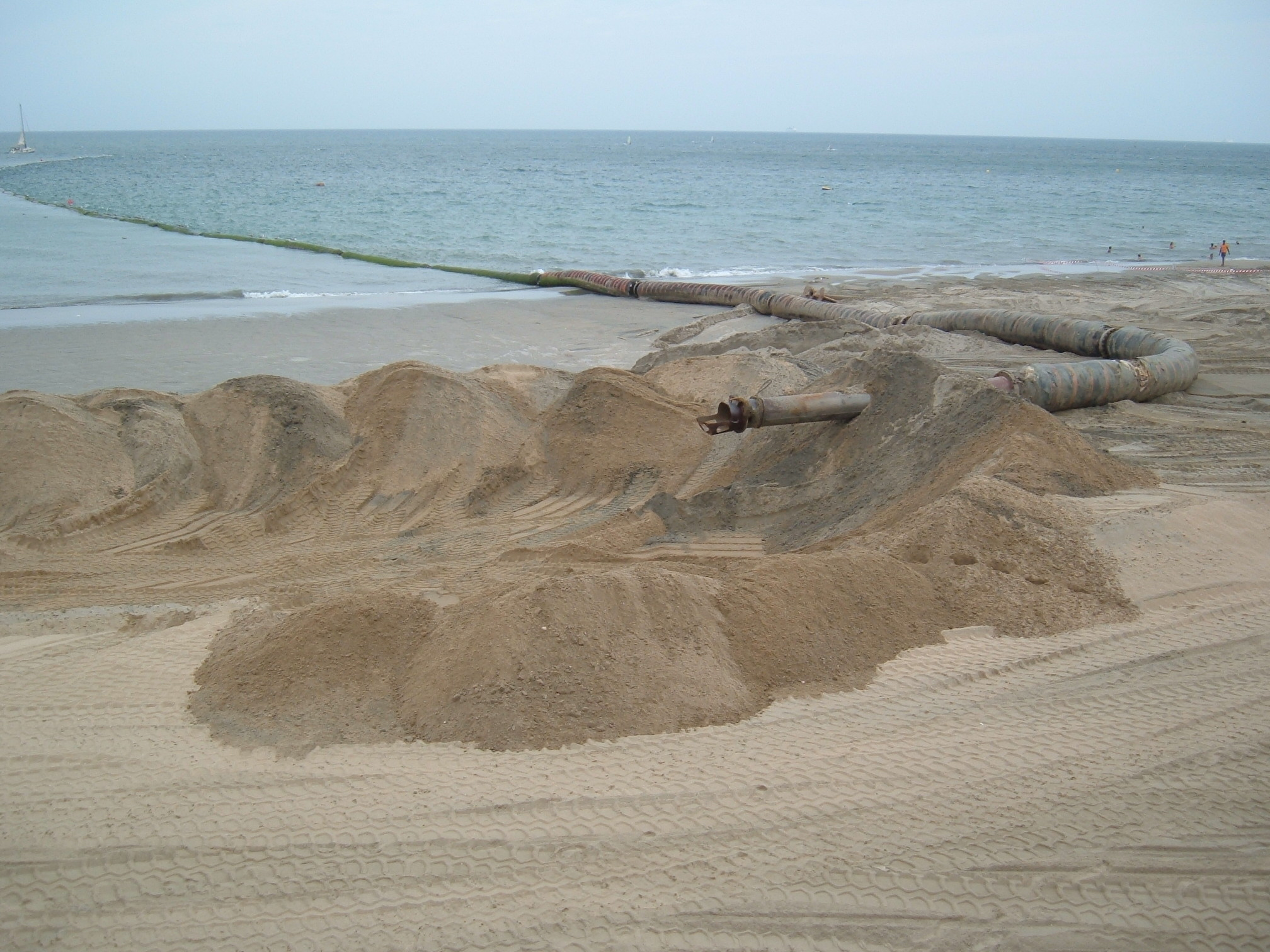
Ripascimento con prelievo presso fondali profondi di una spiaggia di Barcellona, Spagna

Il ripascimento, inglese beach nourishment, in geomorfologia e in geologia è il fenomeno naturale di riporto lungo i fiumi, i laghi e le coste marine di quantità di sabbia per l'azione dello scorrere delle acque lungo i fiumi e per l'azione delle onde e delle correnti in mare.
Il termine letteralmente significa "ridare da mangiare", "nutrire nuovamente" per il pascolo degli animali. In questi casi il soggetto è la costa, dove viene rimpiazzato il materiale perduto con l'erosione.

## Ripascimento artificiale
Il ripascimento ha assunto grande importanza per la necessità del ripristino artificiale delle condizioni preesistenti o ideali di tratti sabbiosi marini, ma anche lagunari e fluviali, quasi sempre quindi spiagge utilizzate a fini turistici presso località balneari, attraverso l'azione di riporto di volumi di sabbia con le stesse caratteristiche peculiari del sito interessato, quindi dello stesso colore, granulometria e tipologia del materiale, generalmente quarzo e/o granuli di conchiglie e coralli frantumati e levigati dall'azione delle onde o digeriti da specie ittiche quali i pesci pappagallo o balestra.
Il ripascimento artificiale è quindi un'azione molto delicata e complessa e deve rispettare severe norme di attuazione a carattere giuridico e scientifico nel settore delle opere civili marittime e che solitamente si intraprende a seguito di un lungo ed acceso dibattito ambientale e politico.

## Motivazioni
Ormai molte sono le spiagge erose per motivazioni diverse che vanno dal prelievo delle sabbie avvenuto in assenza di regole e normative negli anni '50/'60 per la forte speculazione edilizia dell'epoca, alla modifica delle linee di costa per la costruzione di moli, pennelli di protezione dal moto ondoso ed opere civili e la conseguente modifica delle correnti e delle maree abbinata alla costante erosione dei fondali adiacenti, spesso determinati dalla sparizione della Posidonia oceanica. In molti casi tuttavia l'azione del moto ondoso può avere caratteristiche naturali di particolare ed insolita forza ed intensità che determina asportazioni di notevoli quantità di sabbia ma anche grandi danneggiamenti di opere civili ed insediamenti costieri. Tale situazione ha determinato la necessità di studiare e finanziare molteplici interventi di risanamento delle coste.
Negli ultimi anni molti sono stati gli interventi di ripascimento di spiagge a livello nazionale anche molto conosciute, soprattutto per i grandi interessi e motivazioni socio/economiche ed ambientali connesse.
A livello internazionale in molte località, legate ad un costante e rapido sviluppo economico e turistico ed in grado di attuare progetti senza difficoltà di carattere burocratico ed ambientale, e soprattutto con notevoli disponibilità finanziarie, sono stati realizzati importanti lavori di ripascimento artificiale, associati alla realizzazione di barriere rocciose e reef artificiali. Uno dei casi più conosciuti è l'imponente sviluppo di tali realizzazioni lungo le coste degli Emirati Arabi e di Abu Dhabi in particolare con la creazione di diverse isole artificiali a forma di Palma con sabbie comprate in Australia.

Le operazioni di ripascimento sono spesso sostenute da studi d'impatto economico che si basano sulla spesa dei visitatori in funzione della superficie fruibile per i bagnanti. Tale metodologia è poco rigorosa dal punto di vista dell'economia normativa. Ovviamente, non c'è niente che garantisce che la spesa osservata nei nuovi spazi balneabili sia veramente addizionale a quella preesistente (esistono degli effetti di displacement della spesa). Inoltre, più fondamentalmente, la spesa non è un indicatore valido di benessere economico: lo è solo il surplus che produttori e consumatori traggono dalle transazioni addizionali. Un'analisi costi benefici condotta correttamente può fornire risultati più rigorosi. 

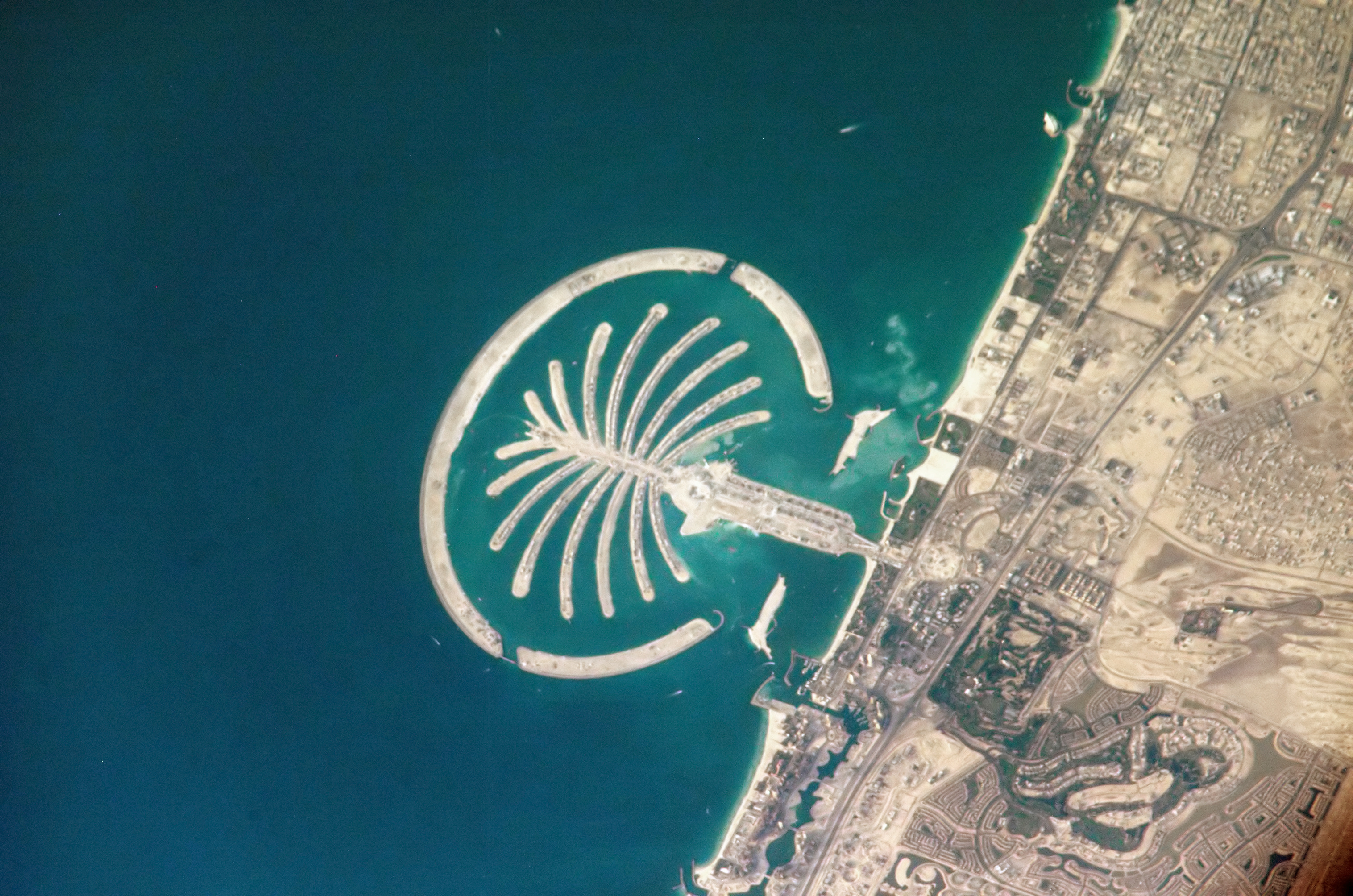
Il Palm Island Resort di Dubai

## Metodi di intervento
I sistemi di riporto della sabbia sono molteplici, uno dei più semplici è quello di riportare la sabbia dai fondali adiacenti alla linea di battigia attraverso ruspe o altri mezzi meccanici di movimento terra o con elettro/motopompe aspiratrici azionate da operatori subacquei. Un altro metodo molto utilizzato negli ultimi anni è quello di aspirare la sabbia da siti denominati così "cave di sabbia marina", in pratica fondali distanti dalla linea di costa e profondi, attraverso mezzi navali dotati di sistemi di aspirazione molto potenti in grado di riversare attraverso lunghe tubazioni enormi quantità di sabbia presso le spiagge interessate dagli interventi. L'azione finale è quella del relativo spianamento e livellamento anche con l'ausilio di sistemi laser.

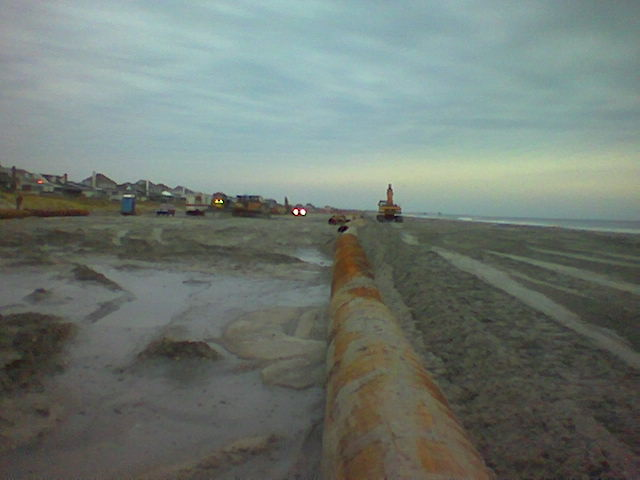
Ripascimento di una spiaggia sull'Oceano Atlantico

## Problematiche
In diversi casi, a fronte degli ingenti costi sostenuti dalle amministrazioni interessate, il ripascimento non ha ottenuto il soddisfacente risultato sperato, innescando clamorose contestazioni e conseguenti azioni delle autorità giudiziarie con diverse condanne per i responsabili degli interventi non eseguiti secondo i capitolati di appalto.
Uno dei casi più eclatanti è stato il ripascimento delle spiagge del Poetto a Cagliari dove è stata riportata sabbia non corrispondente a quella preesistente poiché di tonalità notevolmente più scure e granulometrie differenti, molto evidenti alla vista lungo le linee di contatto adiacenti tra la sabbia originale e quella riportata, visibili anche attraverso Google Earth.
Vi sono state inoltre anche altre azioni completamente illegali, con utilizzo di sabbie prelevate da cave poste in terraferma, del tipo usato per l'edilizia, quindi assolutamente non conformi. Questo poiché i costi di attuazione sono molto ridotti ed i tempi di intervento molto rapidi nei confronti dei prelievi marini, condizionati questi anche dalle condizioni meteo-marine avverse, le caratteristiche delle sabbie sono però solitamente completamente differenti. È il caso di alcune attività commerciali, compresi villaggi ed alberghi, posti sulla spiaggia che hanno utilizzato questo sistema per ripristinare le spiagge antistanti le loro strutture ed addirittura per riportare sabbia dove questa non vi è mai stata presente, quindi in assenza di autorizzazioni, di studi scientifici e valutazioni di impatto ambientale preliminari.
Altro problema importante, spesso non tenuto nella dovuta considerazione è il ripresentarsi della successiva rierosione dei litorali soggetti a ripascimento artificiale, poiché i fattori che hanno determinato le condizioni di erosione rimangono in essere e non sono state intraprese azioni correttive o risolutive efficaci o se tali azioni sono state in qualche modo intraprese con la creazione di barriere artificiali queste non sono state sufficienti o sono del tutto errate nella impostazione progettuale e di studio preliminare o di realizzazione. Essendo quindi una delle motivazioni principali dell'erosione il movimento delle correnti e del moto ondoso impetuoso, rimane molto difficile studiare e progettare sistemi che siano oltretutto in armonia con i parametri estetici ed ambientali naturali, vedi utilizzo di manufatti in cemento e/o di strutture visibili, quali le scogliere artificiali, sopra il livello dell'acqua, rimane quindi un argomento di studio e di confronto aperto ed in continua evoluzione.